# Mesetas
Mesetas è un comune della Colombia facente parte del dipartimento di Meta.
Il centro abitato venne fondato da 21 coloni nel 1959.